# Tsekva kartouli
La Tsekva Kartouli est une danse géorgienne qui rappelle le public d'un mariage.
Elle est exécutée par un couple de danseurs et intègre la douceur et la grâce d'une femme et la dignité et l'amour d'un homme. Elle montre que, même en amour, le respect des hommes passe par le fait de maintenir une certaine distance avec la femme. Les yeux de l'homme sont toujours concentrés sur son partenaire, comme si elle était le seul être au monde. En outre, en tout temps, le haut du corps de l'homme doit rester immobile. D'autre part, la femme conserve son regard doux en tout temps, et glisse sur le sol comme un cygne sur la surface lisse d'un lac.